# Забастовка русской Википедии

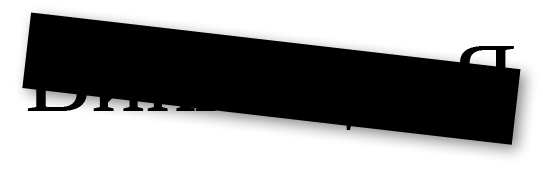
Баннер, который показывался пользователям во время забастовки

Забастовка русской Википедии — временное прекращение работы русскоязычного раздела Википедии 10 июля 2012 года в знак протеста против рассматривавшихся в Государственной думе России поправок к закону «О защите детей от информации, причиняющей вред их здоровью и развитию», а также для привлечения общественного внимания к законопроекту № 89417-6. На следующий день после забастовки на заглавной странице русской Википедии показывался информационный баннер с призывом к противодействию принятию этого законопроекта.
Законопроект № 89417-6 был внесён в Государственную думу 7 июня 2012 года, и уже 6 июля был принят в первом чтении, невзирая на предложение Совета при президенте РФ по развитию гражданского общества и правам человека снять его с рассмотрения. Ко второму чтению депутаты внесли некоторые поправки. 11 июля законопроект был принят Госдумой во втором и третьем чтениях единогласно, и 18 июля был одобрен Советом Федерации. 28 июля соответствующий Федеральный закон Российской Федерации N139-ФЗ был окончательно принят и подписан президентом Владимиром Путиным, вступив в силу с момента публикации в «Российской газете» 30 июля 2012 года.
Решение бастовать было принято в канун предполагаемого второго чтения законопроекта. Для принятия решения о забастовке в русской Википедии было проведено обсуждение. В соответствующем пресс-релизе подчёркивалось, что «эти поправки могут стать основой для реальной цензуры в сети Интернет…». Акцию поддержали несколько интернет-ресурсов, в том числе три других языковых раздела Википедии (итальянский, башкирский и якутский), блог-платформа «Живой Журнал», социальная сеть «ВКонтакте», поисковик «Яндекс», вики-сайт «Луркоморье», имиджборд 2ch.so и цитатник Рунета Bash.im. Слова солидарности высказали и официальные представители ряда интернет-компаний, выразившие озабоченность тем, что «реального обсуждения законопроекта ни в экспертном сообществе, ни в органах власти не проводилось», призвав законодателей отложить принятие законопроекта и провести его серьёзную доработку.

## Предыдущие забастовки

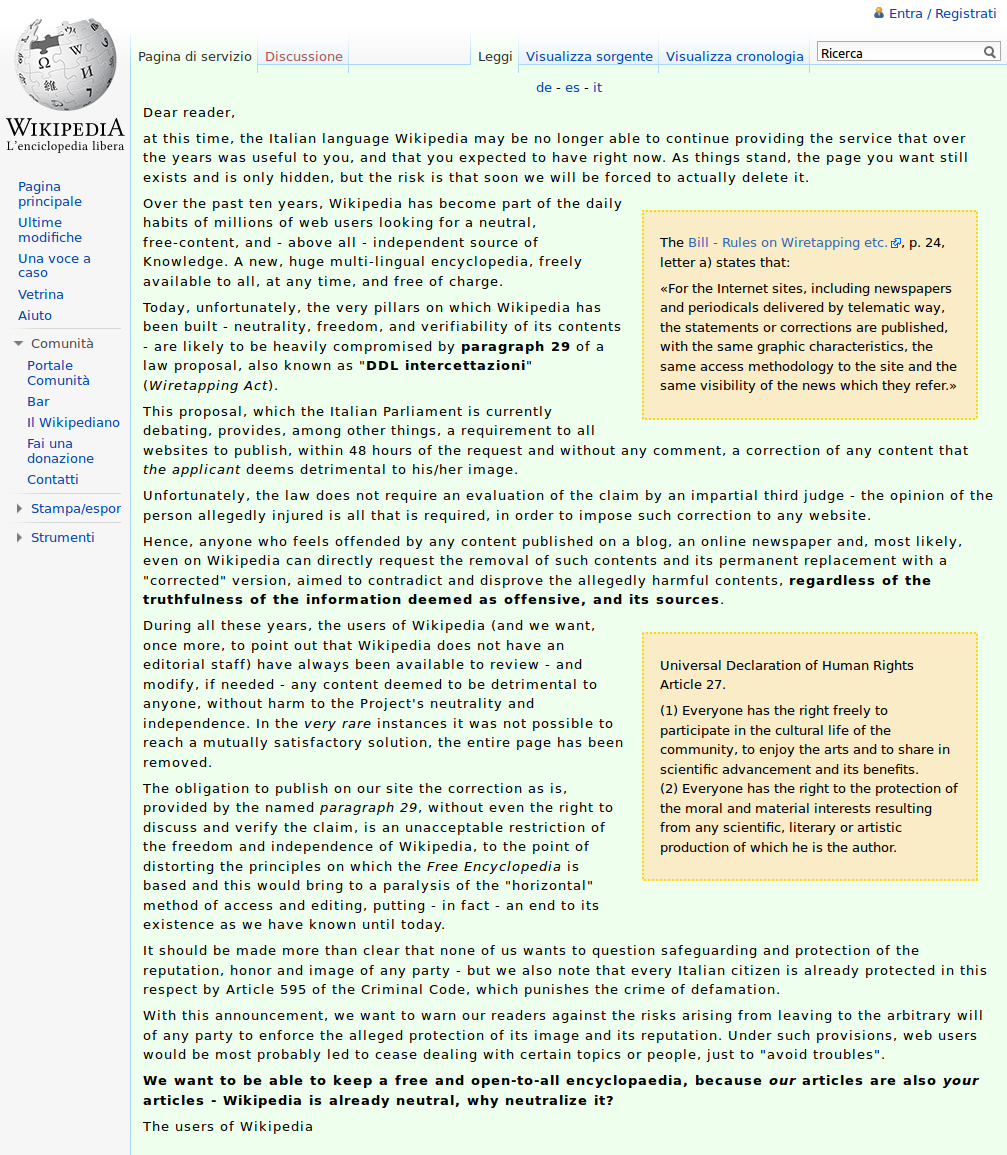
Протест итальянской Википедии
4 октября 2011 года

Забастовке русской Википедии предшествовали забастовка итальянской Википедии 4 октября 2011 года и забастовка Википедии на английском языке 18 января 2012 года.
Итальянская Википедия бастовала в знак протеста против законопроекта DDL intercettazioni, рассматриваемого в парламенте страны. Законопроект предусматривал обязательное исправление или удаление с интернет-ресурсов любой информации, которую заявитель сочтёт наносящей вред своей репутации, причём для этого не нужно будет даже решения суда или формального предписания от правоохранительных органов. Во время проведения забастовки при переходе на любую страницу итальянской Википедии производилось перенаправление на соответствующее заявление (итал.). Фонд Викимедиа объявил о поддержке итальянского раздела в тот же день. Всего петиция была просмотрена более 8 миллионов раз.

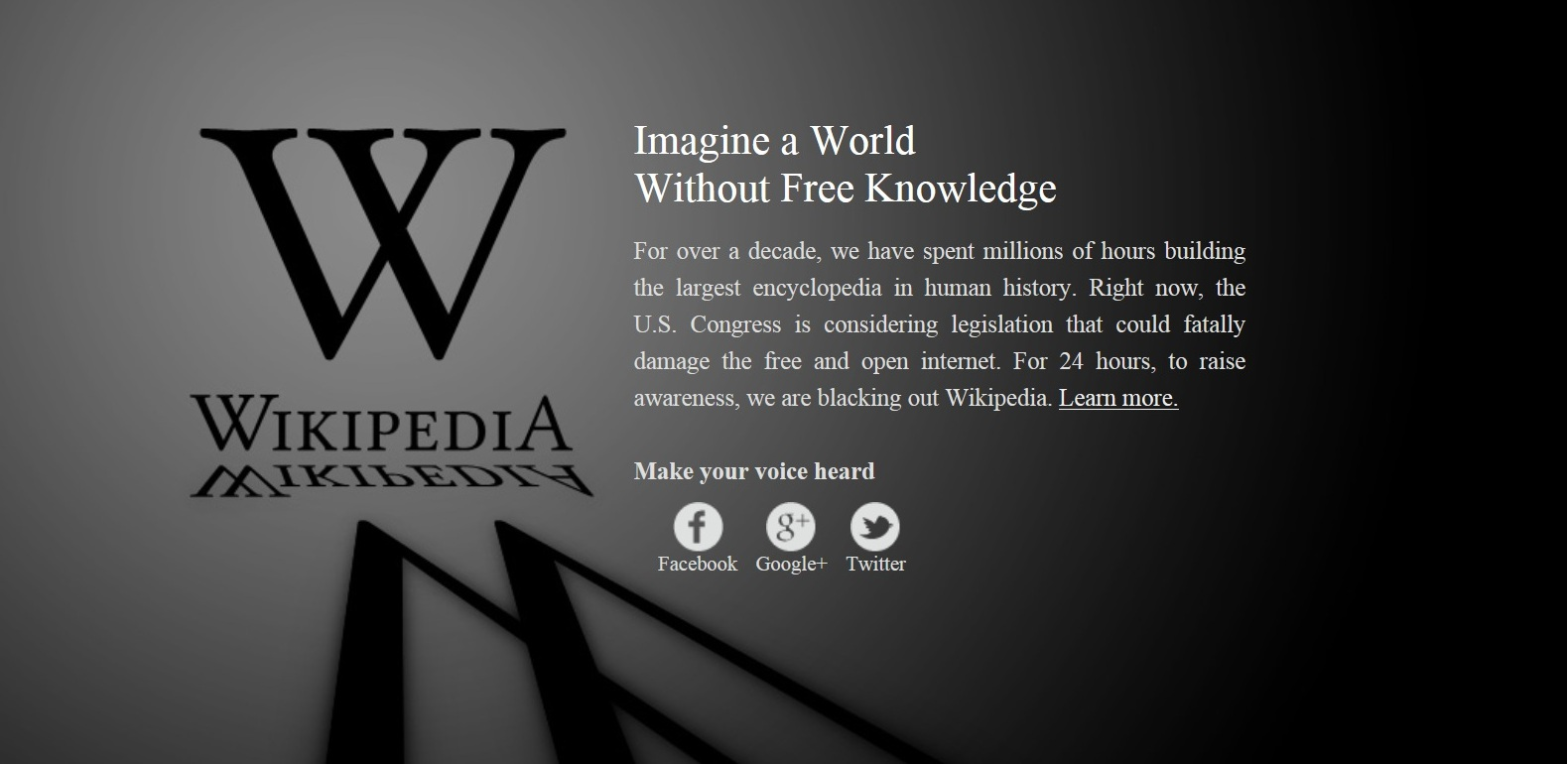
Протест против SOPA и PIPA.
Так выглядела каждая страница английской Википедии
18 января 2012 года

Англоязычная Википедия была временно закрыта 18 января 2012 года, присоединившись к действиям противников законопроектов «Stop Online Piracy Act» (SOPA) и «Protect Intellectual Property Act» (PIPA), обсуждавшихся в Конгрессе США. Основной причиной протестов стала формулировка предложенных законов, ужесточающих меры пресечения нарушения авторских прав за пределами США. По мнению протестующих, некоторые положения этих законов являлись чрезмерно жёсткими или размытыми, и их применение на практике способно нанести серьёзный вред свободе слова в Интернете, интернет-сообществу и веб-сайтам, материалы которых создаются посетителями. В знак протеста против SOPA и PIPA некоторые сайты, такие как раздел Википедии на английском языке, Mojang AB и социальный новостной сайт reddit, отключили доступ к своим страницам на периоды от 12 до 24 часов. Другие веб-сайты, например, Google, Mozilla и несколько разделов Википедии на других языках (включая русский), разместили на своих страницах баннеры, выражающие протест против законопроектов и призывающие посетителей противодействовать принятию SOPA и PIPA Конгрессом США. Против законопроектов также высказался ряд крупнейших IT-компаний, в том числе «Твиттер», Facebook, eBay, «Лаборатория Касперского». Цель протестов была достигнута: уже на следующий день 18 сенаторов США из 100, включая 11 спонсоров законопроекта, заявили, что они более не поддерживают законопроект, что сделало его принятие Конгрессом практически невозможным.

## Законопроект № 89417-6
7 июня 2012 года в Государственную думу был внесён проект Федерального закона Российской Федерации «О внесении изменений в Федеральный закон „О защите детей от информации, причиняющей вред их здоровью и развитию“ и отдельные законодательные акты Российской Федерации по вопросу ограничения доступа к противоправной информации в сети Интернет». Данный законопроект предполагал внесение в федеральные законы положений, подразумевающих создание информационной системы «Единый реестр доменных имён…», позволяющей ограничить доступ к интернет-сайтам, содержащим противоправную информацию. Ряд экспертов высказывали опасения, что данный законопроект будет использоваться для цензуры Интернета.

## Развитие событий

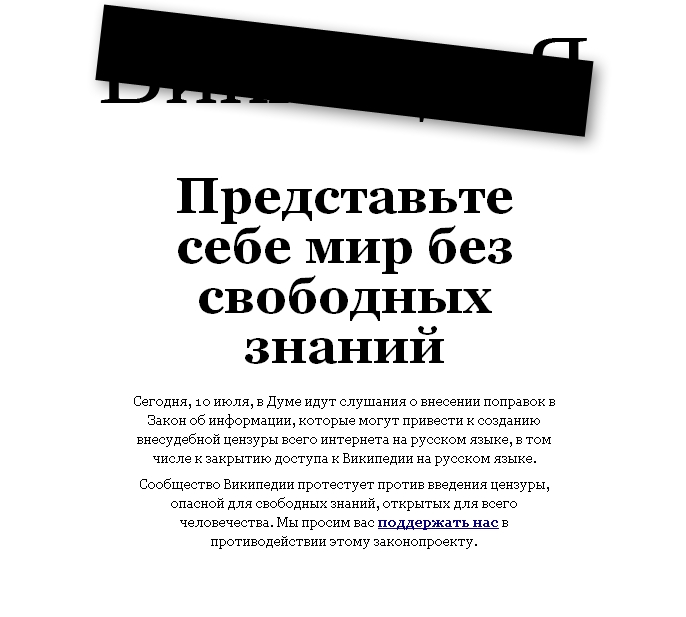
Заглавная страница русской Википедии 10 июля 2012 года

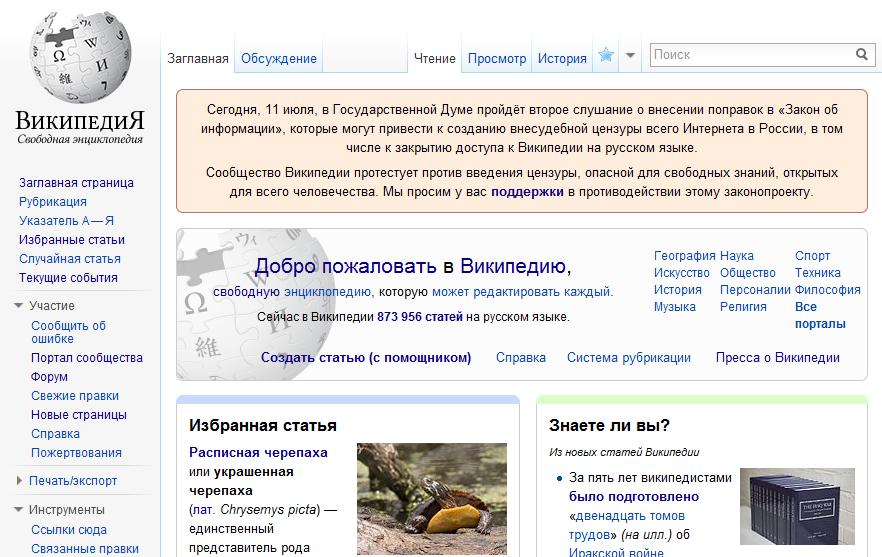
Заглавная страница русской Википедии 11 июля 2012 года

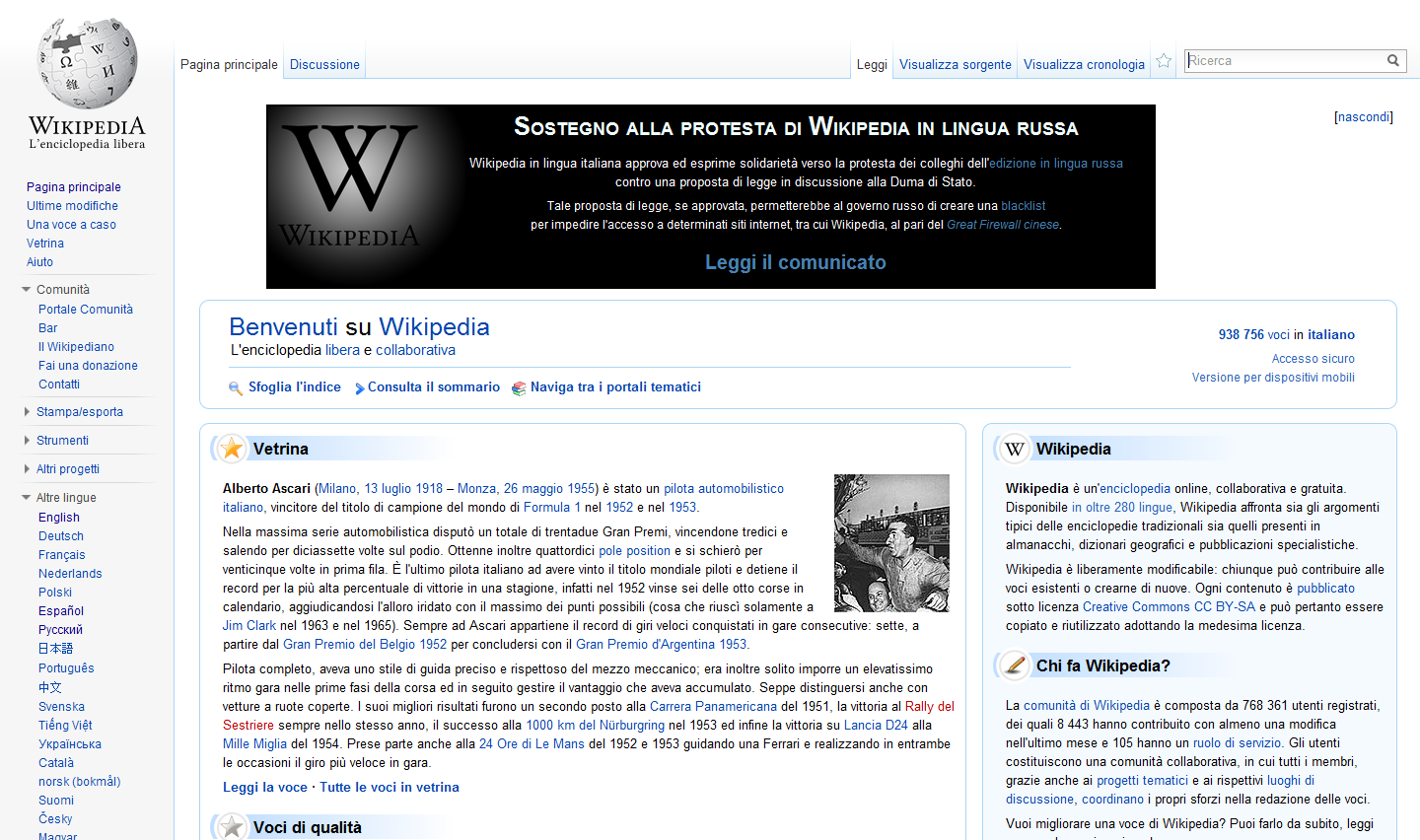
Заглавная страница итальянской Википедии 11 июля 2012 года

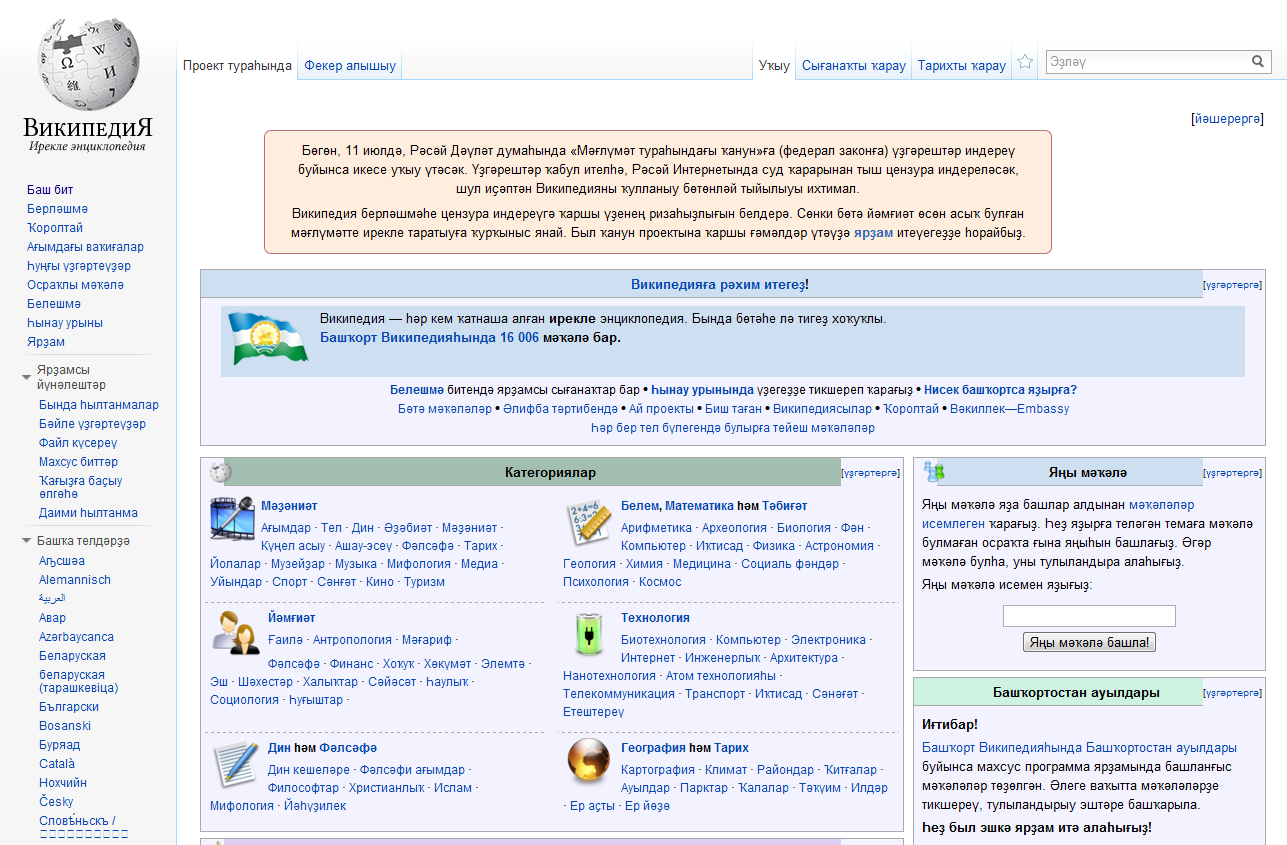
Заглавная страница башкирской Википедии 11 июля 2012 года

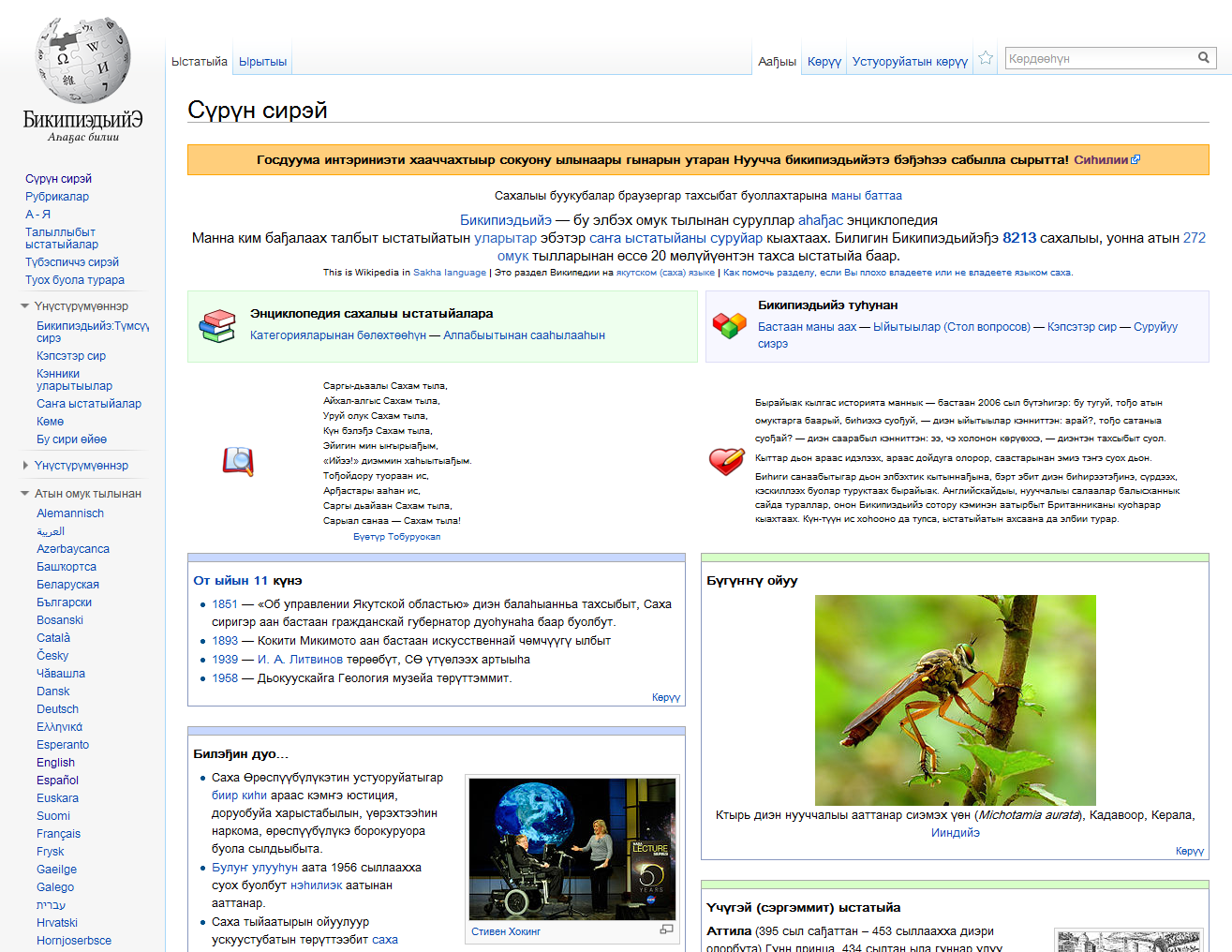
Заглавная страница якутской Википедии 11 июля 2012 года

9 июля 2012 года в 15:30 (UTC) два участника русскоязычной Википедии инициировали опрос «Забастовка против цензуры в Рунете». Организаторы предложили закрыть доступ к русской Википедии на сутки с полуночи 10 июля. В знак протеста «против введения цензуры в Рунете» предполагалось перенаправлять пользователей на пресс-релиз о проводимой забастовке. Выбор даты был объяснён тем, что на 10 июля было намечено рассмотрение законопроекта во втором чтении, хотя на сайте Госдумы оно датировалось 11 июля. «Забастовка» привлекла внимание средств массовой информации уже на этапе организации опроса, что способствовало высокой активности участников. Почти 200 участников высказывались за предложение, 27 предложили ограничиться пресс-релизом, около 50 не поддерживали инициативу вовсе. В ситуации цейтнота окончательное решение было принято только к 21 часу (UTC), ещё около часа после этого раздел работал нестабильно, и лишь к утру была окончательно налажена запланированная демонстрация баннера со ссылкой на страницу о законопроекте № 89417-6. Информация о забастовке разошлась по Рунету очень быстро.
C 21:00 9 июля по 20:00 10 июля 2012 года (UTC) в русской Википедии продолжалась забастовка против поправок в закон «Об информации». Посещаемость украинской Википедии 10 июля стала рекордной — в пять раз больше обычной.
В течение дня 10 июля исполнительный директор «Викимедиа РУ» Станислав Козловский разъяснял позицию сообщества русской Википедии и фонда заинтересованным лицам. В частности, он дал интервью об акции журналистам «Эха Москвы» в программе «Разворот», а также журналу «Сноб».
Во время акции средства массовой информации обращались за разъяснением и к другим участникам Википедии. Например, в интервью LifeNews администратор Википедии Максим Мозуль, выступив с критикой законопроекта, подытожил: «Надеюсь, что парламентарии учтут нюансы и Wikipedia это не коснётся. Если это все же коснётся нас, то никто ничего удалять не будет. В ситуации с закрытием энциклопедии в Иране или Китае никто ничего не удалял. Мне кажется, это правильно».
В связи с тем, что обсуждение законопроекта состоялось 11 июля 2012 года, было решено продлить акцию протеста, но уже в другой форме. В течение этого дня в верхней части заглавной страницы проекта располагался баннер, содержащий текст, аналогичный пресс-релизу предыдущего дня с соответствующими ссылками.
11 июля акцию поддержали коллеги из других языковых разделов Википедии. В знак солидарности с протестом русскоязычных википедистов были размещены баннеры на заглавных страницах итальянского, башкирского и якутского разделов.

## Поддержка забастовки
Так как забастовочная инициатива была неожиданной для интернет-сообщества, а решение принималось в спешке, коллеги не успели оперативно отреагировать и провести синхронные согласованные акции, однако постарались проявить солидарность с Википедией.
Одной из первых к протесту подключилась имиджборда 2ch.so, которая хоть и не стала «закрываться», но отключила возможность публикации новых записей и разместила на всех страницах строку: «Два.ч против российского фаервола. Поддержите свободное общение! Постинг будет отключён на сутки в знак протеста против цензуры Рунета» со ссылкой на страницу с поддержкой инициативы Википедии.
К полудню акция встретила массовую поддержку пользователей «Твиттера». На первое место в топе российских трендов Твиттер вышли хештеги #RuWikiBlackout, #Википедия и даже номер спорного законопроекта — 89417-6.
Около 14:00 на «Хабрахабре» появилась заметка, в которой привлекалось внимание к законопроекту № 89417-6 и приводилась подробная инструкция по написанию заявления на имя председателя Государственной думы Сергея Нарышкина с просьбой о снятии законопроекта с рассмотрения; позже было предложено также продублировать письмо президенту. Ссылка на эту заметку широко разошлась по интернету. В частности, эту информацию со ссылкой на «протестную страницу» Википедии в текстовом баннере на главной странице продублировал Bash.im («Цитатник Рунета»). Позже на эту заметку появилась ссылка и с пресс-релиза Википедии.
Днём 10 июля против законопроекта выступил «Живой Журнал», разместив на главной странице баннер, ссылающийся на страницу с текстом: «Поправки в закон могут привести к введению цензуры в русскоязычном сегменте Интернета, созданию чёрного списка и стоп-листов и блокировке отдельных сайтов. К сожалению, практика применения законодательства в России говорит о высокой вероятности именно этого, худшего сценария» и ссылкой на статью о законопроекте в Википедии.

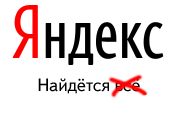
Логотип «Яндекса»
11 июля 2012 года

К вечеру 10 июля крупнейшая в Рунете социальная сеть «ВКонтакте» разместила на всех своих страницах баннер-плашку с текстом: «В Госдуме России слушается закон о введении цензуры в интернете. Подробности на ru.wikipedia.org», эффективность которого привела к кратковременному падению сайта «Хабрахабр», на который также была дана ссылка.
11 июля, вслед за «Википедией», «Живым Журналом» и «Вконтакте», «Яндекс» «напомнил депутатам, что свобода слова не менее важна, чем борьба с детской порнографией», призвав Госдуму остановиться, и символически исправил на своей главной странице слоган компании, зачеркнув второе слово во фразе «Найдётся всё».
В тот же день, 11 июля, поддержало акцию и «Луркоморье», сменив логотип и разместив на главной странице ссылку на статью «Цензура».

## Критика
Поддержка забастовки Википедии не была абсолютной, встречались и критические отзывы. Например, Александр Амзин, бывший тогда колумнистом Lenta.ru, сравнив редакторов Википедии с врачами скорой помощи, сотрудниками спасательных служб и персоналом атомных электростанций, заявил, что у них «нет морального права прекращать доступ к ресурсу». В Лиге безопасного Интернета акцию Википедии назвали «попыткой привлечь к себе внимание», при этом заверив, что поправки не подразумевают цензуру Рунета.

## Освещение акции в СМИ

Новость о забастовке русской Википедии в топе новостей «Яндекса»

Забастовка Википедии на русском языке вызвала интерес со стороны средств массовой информации ещё на этапе подготовки.
В частности, Lenta.ru опубликовала заметку о начавшемся опросе во время его проведения, а позже одной из первых сообщила о её начале.
В числе первых сообщивших о начале акции был также дружественный новостной проект — Викиновости на русском и английском языках.
В дальнейшем акция активно освещалась российскими СМИ, информационными агентствам и порталами, среди которых были:
«РИА Новости»,
НТВ,
радио «Свобода»,
«Интерфакс»,
«Коммерсантъ»,
«Эхо Москвы»,
РБК,
«Российская газета»,
BFM.ru,
Metro International,
CNews,
Международное французское радио,
«Росбалт»,
«Аргументы и факты»,
«Deutsche Welle» («Немецкая волна»),
Газета.Ru,
«Сноб»,
NEWSru.com,
LifeNews.
Проинформировали своих читателей и мировые информационные агентства и издания, среди них
англоязычные:
Russia Today,
CNET News,
BBC News,
The Washington Post,
The Guardian,
Ассошиэйтед Пресс,
Рейтер,
CNN,
Daily Mail;
немецкие: Bild (со ссылкой на DPA);
франкоязычные:
France 24 (со ссылкой на Франс-Пресс),
Le Monde,
Le Figaro,
Ouest-France.
По окончании акции некоторые издания посвятили её анализу обзорные статьи.
Запрос «Почему закрыта Википедия?» стал одним из самых популярных в 2012 году в поисковике «Яндекс».

## Реакция властей

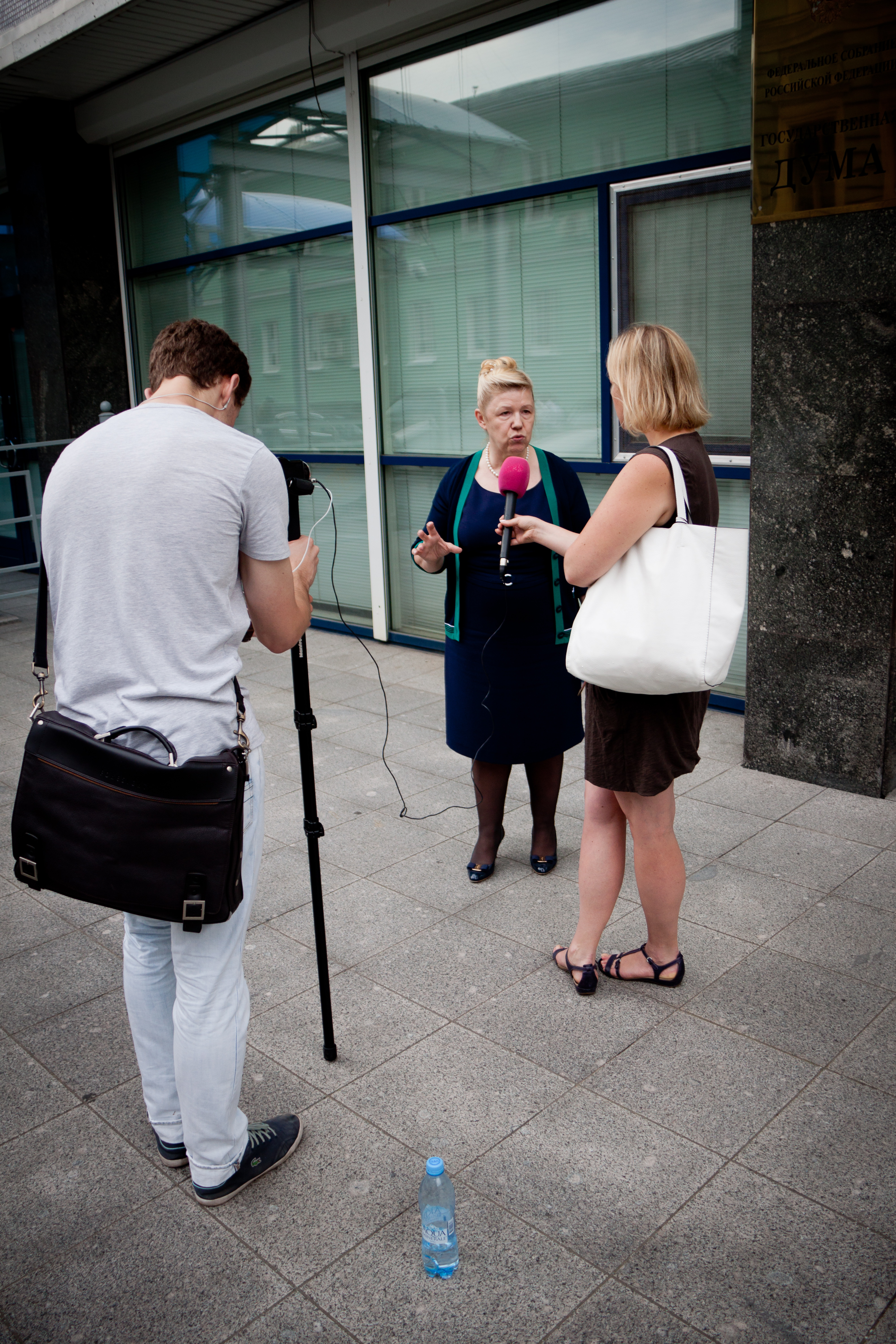
Депутат ГД РФ Елена Мизулина комментирует законопроект № 89417-6 в день его принятия Госдумой 11 июля 2012 года

Уже утром 10 июля министр связи и массовых коммуникаций Российской Федерации Николай Никифоров заявил:

Намерения Wiki быть закрытой я не поддерживаю. Но этот шаг — важная реакция сообщества, знак, что нужно совершенствовать закон.

Считаю, что в июле — августе вместе с операторами связи и экспертами должны быть подготовлены поправки к этому закону к осенней сессии ГД… Уверен, что этот закон все же будет принят, ко второму чтению удалось исключить лишь несколько спорных позиций и продлить срок до 1 ноября.

В 12:45 заместитель секретаря генсовета «Единой России», вице-спикер Госдумы Сергей Железняк в эфире радиостанции «Эхо Москвы» заявил:

Если у коллектива «Википедии» по этому поводу есть какое-то вменяемое обоснование своих действий, я бы хотел его услышать.

Попутно обвинив участников Википедии в некомпетентности, Железняк подчеркнул, что Википедия от законопроекта пострадать не должна, так как он рассчитан на ограждение детей от вредной информации:

Мне кажется, представители «Википедии» просто не прочитали закон, либо их действия связаны совершенно не с текстом закона.

Днём позже, 11 июля 2012 года, председатель Правительства Российской Федерации Дмитрий Медведев провёл встречу с руководством фракции «Единой России» в Государственной думе, на которой состоялся диалог с вице-спикером Госдумы Сергеем Железняком, который повторил свою позицию:

Д. А. Медведев: Ладно, спасибо. Сергей Владимирович (обращаясь к С. В. Железняку), говорят, вы уничтожили весь интернет в стране. Это так? Нет? Расскажите по-честному. Там кто-то бастует, говорит, что «Единая Россия» — враг интернета.

С. В. Железняк (заместитель секретаря Генерального совета партии «Единая Россия»): Дмитрий Анатольевич, я как раз хотел сказать о том, что нам сейчас очень важно не только содержательно заниматься этим законодательством, но и обеспечивать активное информационное сопровождение этих процессов, потому что очень много домыслов и пустых абсолютно страхов. И здесь очень важно действовать вместе с Правительством, потому что ни в коем случае нам нельзя ограничиваться технологической или юридической позицией, нам важно говорить ещё и о политических мотивах принимаемых решений. И как только ты начинаешь о том же самом законопроекте, касающемся детей и вредной информации, говорить, что все ограничения касаются только трёх оснований — это распространение детской порнографии, распространение наркотиков и способов их употребления и пропаганда подростковых суицидов, — большинство вопросов снимается. Вот удивительно, но 90 % людей, которые рассуждают об этом законе, его не только не читали, но и даже не видели.

10 июля 2012 года в 14:25 на сайте «Единой России» появилось заявление первого зампреда Госдумы по образованию Владимира Бурматова под заголовком «Бурматов: „Википедия“ протестует зря — в Рунете не будет ограничения свободы слова», где, в частности, было сказано:

Считаю реакцию «Википедии» на принимаемый законопроект странной и в чём-то даже политизированной.
Странной потому, что не могу предположить, что представители «Википедии» не читали законопроект.
Не хочу думать, что они неподготовлены и некомпетентны, потому что в законопроекте речь идет исключительно о том, чтобы ограничить доступ к сайтам с явно недопустимым контентом.
Опять же, странно было бы предположить, что «Википедия» выступает за функционирование таких сайтов.

…Во-первых, законопроект не предполагает цензурирования интернета, во-вторых, цензура в интернете невозможна. Более того, руководители государства, Владимир Путин и Дмитрий Медведев, неоднократно говорили о том, что никакой цензуры, никакого ограничения свободы слова не будет, и сегодня для этого нет никаких предпосылок.

Несколько позже председатель комитета Госдумы по вопросам семьи, женщин и детей, член фракции «Справедливая Россия» Елена Мизулина высказала недоверие тому, что решение о проведении забастовки было принято интернет-сообществом:

Я убеждена, что это не интернет-сообщество, это те, кто за ними стоят, кто, может быть, размещает эту информацию через них и делает деньги — заказчики. Вероятность того, что это педофильское лобби, очень велика.

Депутат также высказала намерение обратиться в Министерство юстиции США с просьбой расследовать акцию русской Википедии:

Я намерена обратиться в Минюст США с просьбой проверить, в связи с чем и откуда идут такого рода акции и выступления.

Поздно вечером 10 июля появились сообщения, что парламентарии внесли в законопроект поправки, которые направлены на уменьшение произвола со стороны властей; кроме того, со стороны кабинета министров поступили сообщения о разработке пакета поправок, которые должны быть рассмотрены во время осенней сессии. Утром 11 июля сообщения подтвердились — поправки были внесены депутатами от «Единой России» Ольгой Баталиной, Ириной Яровой и членом фракции «Справедливая Россия» Еленой Мизулиной. Кроме того, по словам директора «Викимедиа РУ» Владимира Медейко, 11 июля депутат Елена Мизулина предложила представителям «свободной энциклопедии» войти в рабочую группу по мониторингу законодательных актов и поправок к закону.
Несмотря на желание представителей власти «сохранить лицо», некоторые наблюдатели, например, президент Фонда эффективной политики Глеб Павловский, иронично отнеслись к принятым поправкам:

Это попытки сохранить остатки международной респектабельности, сделанные наспех перед отъездом в отпуска, плюс некоторая опаска поссориться со всеми СМИ сразу, включая лояльные. При этом я не вижу никаких провластных сил, заинтересованных в таком курсе, кроме самого президента.

## Прохождение закона и последствия
11 июля 2012 года законопроект был принят сразу во втором и третьем чтениях. Во втором чтении «за» проголосовало 438 депутатов, в третьем — 441; причём голосовавших «против» и воздержавшихся не оказалось. По итогам голосования директор «Викимедиа РУ» Владимир Медейко заявил в интервью «Интерфаксу», что интернет-сообщество будет стараться убедить российского президента Владимира Путина не подписывать документ без корректировок.
18 июля 2012 года закон был одобрен Советом Федерации.
28 июля 2012 года соответствующий Федеральный закон Российской Федерации N139-ФЗ «О внесении изменений в Федеральный закон „О защите детей от информации, причиняющей вред их здоровью и развитию“ и отдельные законодательные акты Российской Федерации» был окончательно принят и подписан Владимиром Путиным. Закон вступил в силу 30 июля 2012 года, в день публикации в «Российской газете».
Поправки, касающиеся создания и функционирования единого реестра сайтов и url-адресов, начали действовать с 1 ноября 2012 года. Веб-сайт реестра: zapret-info.gov.ru. Дата обращения: 1 ноября 2012. Архивировано из оригинала 1 февраля 2013 года.
В августе 2015 года Русская Википедия была временно заблокирована в России на основании данного закона. Согласно распоряжению Роскомнадзора, блокировке подлежала только статья «Чарас», однако использование Википедией шифрованного протокола связи HTTPS привело к невозможности заблокировать единственную статью без прекращения доступа ко всему сайту.